# Хилтон, Тайлер
Та́йлер Джеймс Хи́лтон (англ. Tyler James Hilton; 22 ноября 1983, Палм-Спрингс, Калифорния, США) — американский автор песен, певец, актёр.

## Биография
Хилтон начал свою профессиональную музыкальную карьеру в 2000 году. Журнал «Rolling Stone» сравнил Тайлера Хилтона с его современником, Говардом Дэйем, в то время как другие компетентные источники сравнивали певца с Элтоном Джоном, что касается преподнесения и вокала, и его инструментальной подачи.
Начиная с релиза его дебютного альбома, Хилтон сразу же пустился в рискованное начинание — певец занялся актерской деятельностью, став приглашенным гостем телевизионного шоу «One Tree Hill» («Холм одного дерева»), персонажем Крисом Келлером, для телевизионной сети The CW. Представленный в спортивной драме Келлер был, несомненно, талантливым, но несколько напыщенным героем… Вслед за ролью проблематичного певца «Холма одного дерева» Хилтона настигла роль самого Элвиса Пресли в биографической драме Джеймса Мэнголда «Walk the Line» («Переступить черту»).
В шестнадцатилетнем возрасте он позвонил на радиошоу «Mark & Brian» в Лос-Анджелесе, исполнив прямо по телефону акапелла песню Джонни Лэнга «Breakin’ Me». Ведущие шоу, Майк и Брайан, были настолько впечатлены услышанным, что пригласили Хилтона на радиостанцию с его личным номером в рождественский концерт. Позже Хилтона запеленговал лейбл «Maverick Records», в короткие сроки подписав с многообещающим исполнителем контракт. Начав работу, певец выпустил свою дебютную запись, «The Tracks of Tyler Hilton», после чего вышел в свет полновесный альбом Хилтона, «Tyler Hilton», 2001 г.
После релиза первого альбома Хилтон уже работал с такими звездами, как Аврил Лавин, Jet, 50 Cent и Джошуа Гробан в качестве артиста, выбранного американским глобальным интернет-сервисом AOL для закрепления его звездного статуса. В течение нескольких лет Хилтон открывал шоу американской певицы Мишель Бранч, музыканта Гевина Дегро, группы The Neville Brothers, известной и любимой в России певицы и актрисы Хилари Дафф, рок-групп Blues Traveler и Goo Goo Dolls.
После роли Криса Келлера в «Холме одного дерева», ролью молодого Элвиса Пресли в «Переступить черту» Хилтон завоевывает награду Academy Award. Хилтон также получил возможность исполнить две кавер-версии на песни легендарного идола, «Milk Cow Blues» и «That’s All Right», которые использовались в фильме. Обе перепетые композиции к «Переступить черту» в дальнейшем стали призовыми саундтреками.
Помимо вышеперечисленного, Хилтон становился участником «Ночного шоу с Джейем Ленно», музыкального комедийного сериала «All That» и сериала «Американские мечты».
В 2004 году состоялся релиз его второго альбома, «2004: The Tracks of Tyler Hilton». А в 2005 году состоялся тур в поддержку его альбома и саундтрек-альбомов.
В 2008 году Хилтон снялся в фильме «Проделки в колледже» («Charlie Bartlett»), режиссёр Джон Полл, где был представлен Мерфи Бивенсом.
В 2009 году Тайлер выпустил EP альбом под названием «Better On Beachwood» и написал детскую книгу под названием «T.H. Books for Kids» в рамках проекта «a book in the hands of every child».
На данный момент,Хилтон работает над новым сольным альбомом. Новый СD планируется выпустить в 2010 году на Warner Bros.

## Дискография
Albums
1. Tyler Hilton (2000)
2. «Not Getting Your Name» 5:01
3. «Nora Marie» 6:15
4. «I Believe We Can Do It» 4:49
5. «Someone Like You» 4:05
6. «Up Late Again» 2:08
7. «It’s Always the Same» 5:12
8. «Shy Girl» 4:29
9. «It’s Only Love» 2:37
10. «If I’m Not Right» 3:52
11. «New York Can Wait» 3:07
12. «Last Promise» 3:53
13. «Don’t Blame Me» 3:39
14. «Meant Something to Me» 2:50

The Tracks of Tyler Hilton (2004)
1. When It Comes
2. The Letter Song
3. Glad
4. Rolling Home
5. Pink and Black
6. Our Time
7. Kiss On
8. Slide
9. You, My Love
10. Insomnia
11. Picture Perfect

Better on Beachwood (2009)
1. «Tore the Line» 3:31
2. «Don’t Forget All Your Clothes» 5:04
3. «I Believe in You (Acoustic)» 4:09

Ladies & Gentlemen (20 апреля, 2010)
1. «Sunset Blvd»
2. «I Believe in You»
3. «This World Will Turn Your Way»
4. «Keep On»
5. «June»

## Фильмография
- 2004—2012 — Холм одного дерева — Крис Келлер
- 2005 — Переступить черту — Элвис Пресли
- 2007 — Проделки в колледже — Мёрфи Бивенс
- 2016 - Сериал Подача